# Грб општине Пећинци
Грб општине Пећинци састоји се од штита на којем је сноп жита обавијен заставом Србије за који су причвршћени мачеви. Са обе стране снопа су беле чапље, док је у позадини силуета зидова замка. Изнад штита се налази сребрна бедемска круна без мерлона. Држачи штита су са леве стране плави усправљени лав са златном круном око врата, а са десне усправљени јелен са златним роговима. Лав такође држи копље са заставом Србије, а јелен са заставом општине Пећинци. Испод грба налези се травнато поље, а испод овог четири водоравне вијугаве линије наизменично беле и плаве боје.